# CSIT World Sports Games
I Giochi mondiali degli sport della CSIT (in francese Jeux mondiaux des sports de la CSIT; in inglese CIST World Sports Games) sono una manifestazione multisportiva per atleti lavoratori, organizzata, con cadenza biennale dalla Confédération sportive internationale du travail (CSIT), associazione internazionale membro di SportAccord.

## Edizioni
| Edizione | Anno                      | Città              | Paese    | Note  |
| -------- | ------------------------- | ------------------ | -------- | ----- |
| I        | 29 giugno - 6 luglio 2008 | Rimini             | Italia   | [ 1 ] |
| II       | 1° - 8 luglio 2010        | Tallinn            | Estonia  | [ 2 ] |
| III      | 2 - 9 giugno 2013         | Varna              | Bulgaria | [ 3 ] |
| IV       | 2015                      | Lignano Sabbiadoro | Italia   | [ 4 ] |
| V        | 2017                      | Riga               | Lettonia | [ 5 ] |
| VI       | 2 - 7 luglio 2019         | Tortosa            | Spagna   | [ 6 ] |
| VII      | 2021                      | Zagabria           | Croazia  |       |

## Medagliere

### Sports (2017)
15 official CSIT championships and 8 demonstration sport:

### Sport individuali
- Atletica leggera
- Nuoto
- Lotta
- Lotta sulla spiaggia
- Judo
- Tennistavolo
- Tennis da spiaggia
- Scacchi
- Pétanque
- Pole Sport

### Sports di squadra
- Calcio
- Mini Football
- Pallacanestro
- Beach volley
- Pallavolo
- Mamanet

### Demonstration Sports
1. O-Sport
2. Bowling
3. Wheel Gymnastics
4. YOU.FO
5. Street Workout
6. Crossminton
7. Freccette
8. Streetball (3 on 3)

- others : Spikeball, Kubb, Body Art, Zumba, Capoeira, Arm wrestling, Table hockey, Kendo, Lacrosse, Croquet, Archery, Novuss, Orienteering, Drag reiss, Karate (All Style), Sambo.

## Discipline
- Atletica leggera
- Beach volley
- Calcio
- Football americano
- Judo
- Karate
- Lotta
- Nuoto
- Pallacanestro
- Pallavolo
- Pétanque
- Tennis
- Tennis tavolo

Inoltre, nel corso di tutte le giornate de programma verranno disputate gare per anziani (oltre i 55 anni).